# Bavaria Film

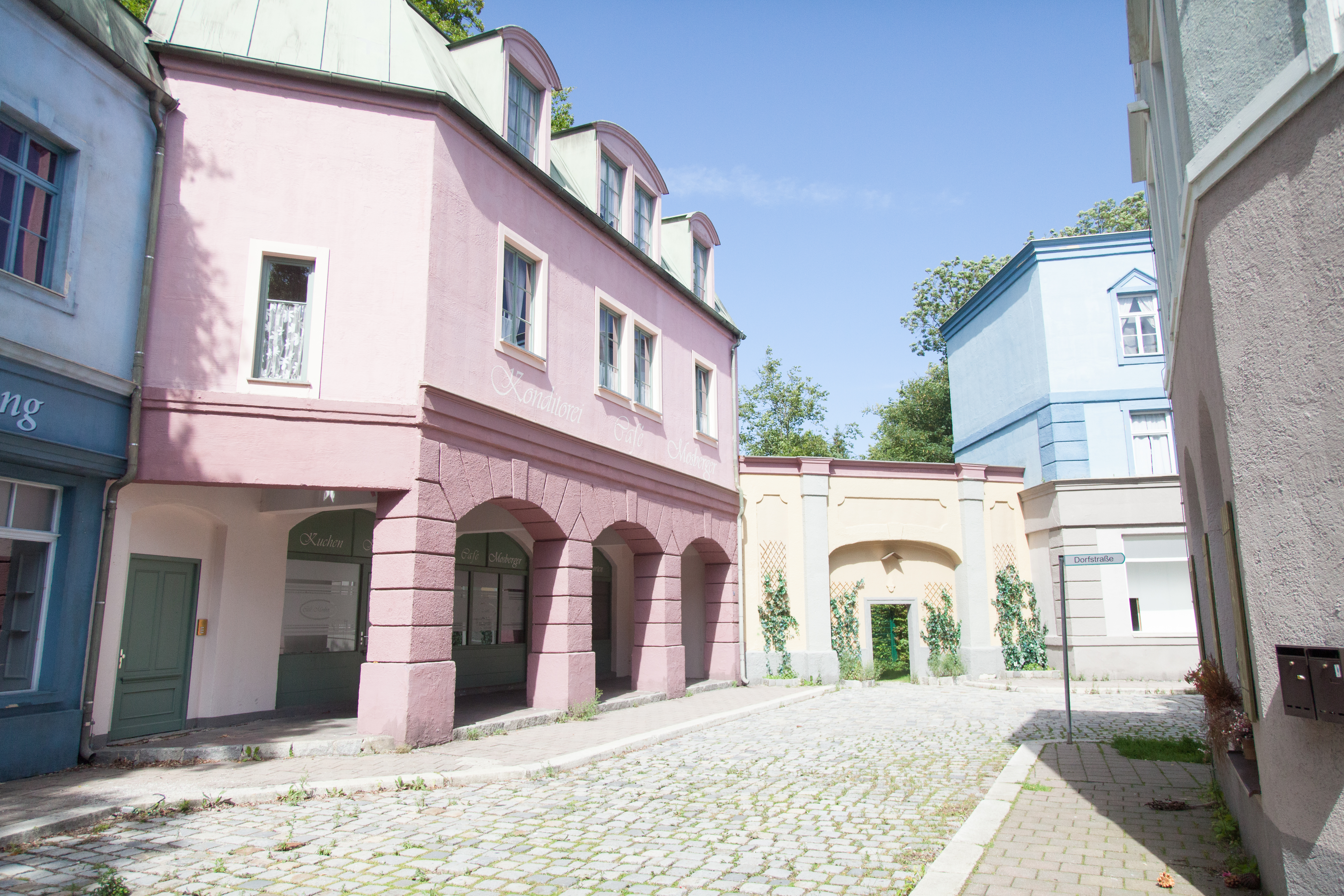
Miasteczko filmowe Bavaria Film

Bavaria Film – największe miasteczko filmowe w Niemczech
Znajduje się w miejscowości Geiselgasteig, na przedmieściach Monachium (południe Bawarii). Zajmuje obszar ok. 36 hektarów (ok. 356.000 m²). Posiada ponad 25 hal zdjęciowych. Dysponuje pełnym zapleczem technicznym i technologicznym współczesnego przemysłu filmowego i telewizyjnego. Znane jest z własnych warsztatów technicznych, produkujących dekoracje na potrzeby teatrów i sal widowiskowych na terenie całej Europy.
Pierwsze hale zdjęciowe powstały w roku 1919. Zarządcą studiów filmowych jest grupa kapitałowa Bavaria Film Gruppe, w skład której wchodzą m.in. „Bavaria Film GmbH”, „Bavaria Film International” i „Bavaria Media Television”.
Na terenie miasteczka filmowego powstawały filmy z udziałem m.in. Alfreda Hitchcocka, Billy'ego Wildera, Orsona Wellesa, Stanleya Kubricka, Ingmara Bergmana, Sophii Loren, Heinza Rühmanna czy Elizabeth Taylor.
Na terenie Bavaria Filmstudios powstały takie filmy jak: Niekończąca się opowieść, Asterix i Obelix kontra Cezar, Das Boot, Mój własny wróg (reż.: Wolfgang Petersen), oraz całe seriale dla telewizji niemieckiej jak Marienhof, Tatort, Polizeifur 110. 
Podobnie jak w innych miasteczkach, również na terenie tego można spotkać całe ciągi ulic miast jak Hamburg czy Monachium. Utrzymywane są dekoracje fabryk, łodzi podwodnej, zabudowy miasteczek z „Dzikiego Zachodu”.